# Felia Litvinne
Felia Litvinne, de son vrai nom Françoise Jeanne Vasilievna Schütz, née le 29 août 1863 à Saint-Pétersbourg et morte le 12 octobre 1936 à Paris, est une soprano russe d'ascendance allemande et franco-canadienne, naturalisée française, particulièrement connue pour les élèves chanteuses auxquelles elle a enseigné.

## Biographie
Fille de William Schütz-Litvine, Felia étudie, à Paris, avec Barthe-Barderali, Pauline Viardot et Victor Maurel (pour la scène), qui la fait débuter en 1883 au Théâtre-Italien dans le rôle d'Amélia de Simon Boccanegra de Giuseppe Verdi en remplacement de Fidès Devriès. Un peu plus tard, elle y chanta Elvira dans Ernani  du même Verdi.
En 1885, on l'entend à Bordeaux, à Genève et à Barcelone. Au cours de la saison 1885-1886 et grâce au mariage de sa sœur avec Édouard de Reszké, elle chanta à New York avec la Compagnie Mapleson. Puis de 1886 à 1888, elle se fixa au Théâtre de la Monnaie de Bruxelles où elle interpréta L'Africaine de Meyerbeer, Sigurd de Reyer, La Gioconda de Ponchielli, Hamlet d'Ambroise Thomas et la première Brünnhilde dans La Walkyrie de Wagner en version française.
En 1888, en Italie, elle chante la Reine (Hamlet) à Rome et à La Fenice de Venise le rôle de Valentine dans Les Huguenots de Meyerbeer, rôle qu'elle reprend à l'Opéra de Paris et au Teatro San Carlo de Naples en 1890. L'année suivante, on la retrouve dans les théâtres impériaux de Moscou et de Saint-Pétersbourg pour y chanter Cavalleria rusticana de Pietro Mascagni et Judith d'Alexandre Serov.
Après une interruption pour se marier à Londres, le 16 août 1893, avec le docteur français Jean Marie Emmanuel Depoux, elle reprend son activité en 1895-1896 pour chanter Samson et Dalila de Camille Saint-Saëns à Monte-Carlo puis au Metropolitan Opera où elle paraît dans Les Huguenots, Aïda, Don Giovanni, Siegfried et L'Africaine.
Elle est devenue une wagnérienne célèbre : soprano dramatique, sa voix est puissante, étendue, homogène et naturellement émouvante. Elle devient la première Isolde de Paris en 1899, la première Brünnhilde des Tétralogies intégrales de Bruxelles en 1903 et Paris en 1911. La première Kundry dans Parsifal à Monte-Carlo en 1913.
Elle chante Armide les 28-30 août 1904 au Théâtre des Arènes, à Béziers devant plus de 12 000 spectateurs (drame en 5 actes tiré d'un poème de Philippe Quinault, musique de Gluck, d'après la partition de Pelletan, Camille Saint-Saëns et O. Thierry-Poux, sous la direction de Paul Viardot - Distribution : Félia Litvinne (Armide), Armande Bourgeois et Valentin Duc de l'Opéra).
Elle chante Le Crépuscule des dieux de Richard Wagner en 1907 à la Scala sous la direction de Toscanini. Elle est considérée comme la plus grande Alceste de Christoph Willibald Gluck de l'histoire.
Sa voix, aussi imposante que son physique, est l'une des rares voix féminines à supporter l'épreuve de l'enregistrement (une quarantaine).
Elle se retire de la scène en 1916 pour se consacrer à l'enseignement et eut de nombreux élèves comme Koshetz, Denya et, sans doute, la plus réputée en la personne de Germaine Lubin.
Elle fut très proche du peintre Alexeï Harlamov, organisant en sa demeure des expositions en 1922 et 1924. Elle fut, à la mort de l'artiste, sa seule héritière.
En mai 1935, elle est nommée chevalier de la Légion d'honneur par le ministère des Affaires étrangères au titre français, alors qu'elle avait été déjà nommée en 1927, mais au titre étranger (ce qui fut une erreur).
Elle a publié Exercices et Conseils (Paris 1924) et sa biographie sous le titre Ma Vie et Mon Art (Paris 1933) - Prix Charles Blanc 1936 de l’Académie française.
Elle est inhumée au cimetière du Père-Lachaise (95e division).

## Écouter sa voix
Félia Litvinne dans un air de La Walkyrie de Wagner tiré d'une anthologie classique ACCORD centenaire de l'opéra de Monte-Carlo disque mono ACC 150002.II

## Notes et références

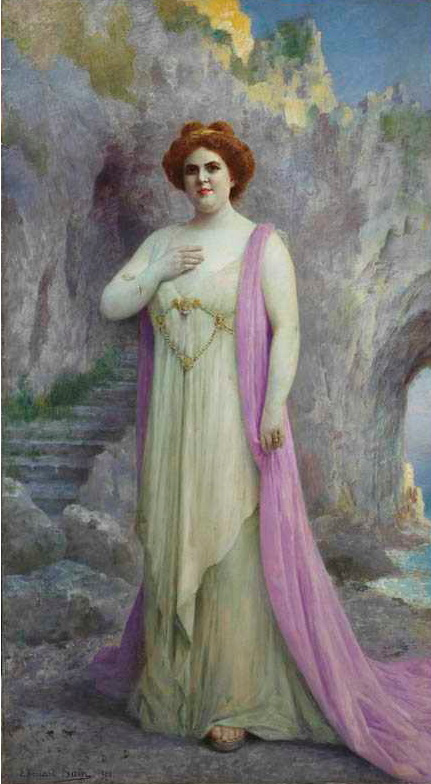
Dans ce portrait monumental, Félia Litvinne est représentée debout, en pied, grandeur nature, faisant face au spectateur, vêtue d'un péplum blanc orné d'une ceinture de pierreries. Elle porte une grande écharpe lilas sur l'épaule. Cette œuvre d'Édouard Sain a été donnée par Mme Caruette en 1908 pour le musée Camille Saint-Saëns à Dieppe.

## Distinctions
- Chevalière de la Légion d'honneur (1935)